# Magzalia
Magzalia (ou Tell Magzalia) est un site archéologique néolithique du Nord de l'Irak, situé le long d'un oued, à la limite des monts Sinjar, près de Tall Afar, dans la province de Ninive. C'est le vestige d'un village datant de la fin du VIIIe millénaire av. J.-C., proche d'un autre site préhistorique, Qermez Dere. Magzalia semble culturellement proche des villages du Néolithique précéramique B final du Levant Nord et de la vallée du Belikh, dans le Nord de la Syrie,.

## Historique
Magzalia a été fouillé de 1977 à 1980 par l'archéologue russe Otto N. Bader, sur une surface de 625 m2[réf. souhaitée].

## Contexte
Le site de Magzalia est un des principaux témoins illustrant le peuplement des vallées du Tigre moyen au VIIIe millénaire av. J.-C.. À cette époque, les occupants de Magzalia et des villages environnants montrent le même développement culturel de type néolithique précéramique que les sites de Cafer Höyük ou Çayönü — pratiquant l'agriculture, mais ignorant l'élevage —, en Anatolie orientale : architecture quadrangulaire à plusieurs pièces, sols de galets enduits d'argile ou de gypse, vases en pierre, pointes de flèche à pédoncule en silex, petites hachettes en pierre polie,.
Cependant Magzalia semble être, avec les autres villages de la vallée du Belikh, en Syrie, le théâtre d'une néolithisation originaire de l'Ouest plutôt que du Nord. Si son économie se base encore en partie sur la chasse et la cueillette (pistaches et orge sauvage), l'agriculture (blé amidonnier, engrain, blé compact, épeautre, orge à deux rangs, lentille, lin) et l'élevage (ovins et caprins) y sont pratiqués,.

## Habitat
Situées au nord du site dans les premiers niveaux pour s’étendre progressivement vers le Sud, les constructions de Magzalia sont clairement toutes destinées à être habitées. Elles sont rectangulaires, leur sol est, pour certaines, enduit de plâtre, et leurs murs sont construits en pisé sur des fondations constituées de dalles de calcaire et remplies de pierres. On y trouve des places de stockage et de cuisine / séjour. Une des maisons est pourvue d'une cheminée avec un conduit extérieur, semblable à des maisons plus tardives d'Umm Dabaghiyah et de Çatal Höyük,.
Les phases finales du village montrent un mur souvent remanié et flanqué de tours construit autour des maisons. Ce mur, qui semble indiquer de possibles conflits avec des voisins, est pourvu de grands orthostates qui ouvrent au moins deux portes,.

## Vestiges archéologiques
Les premiers niveaux de Magzalia montrent une large utilisation de l'obsidienne — débitée par pression, technique propre au Néolithique précéramique B du Taurus — et ce malgré l'éloignement (300 kilomètres) des dépôts anatoliens les plus proches. Le site contient également des pointes de projectiles en forme de feuille, des couteaux et des mèches fonctionnant avec une rotation dans le sens des aiguilles d'une montre,,.
Dans les niveaux supérieurs d'un site de la vallée du Belikh (le monticule Sabi Abyad II), des pointes de Byblos et des pointes de l'Amuq ont été trouvées. Les grattoirs en silex plus tard utilisés pendant la période de Hassuna sont ici déjà présents. Ont également été découvertes à Magzalia et dans d'autres villages de la vallée du Belikh des faucilles enduites de bitume, dont les pierres qui les composent montrent des traces de récoltes de céréales. Les habitants y ont également laissé des bols et des bracelets de marbre, des poinçons polis et des aiguilles à chas incisées en os, dont la technique de fabrication vient de l'Anatolie orientale,,.
Bien que le village de Magzalia fût encore acéramique, des ustensiles de vaisselle en plâtre ainsi que des poteries décorées y étaient utilisés. Ces ustensiles ne sont pas un héritage de l'Anatolie, mais se retrouvent dans toute la Djézireh et dans le désert de Syrie, notamment à Seker al-Aheimar. On a également trouvé à Magzalia quelques statuettes humaines schématiques ainsi que des figurines de gazelles,,.